# سولان (فیلم)
سولان (به تامیلی: Sullan) فیلمی هندی محصول سال ۲۰۰۴ و به کارگردانی رامانا است. در این فیلم بازیگرانی همچون دنوش، سیندو طولانی، مانیوانان و پاسوپاتی ایفای نقش کرده‌اند.